# Leilaster
Leilaster is een geslacht van zeesterren, en het typegeslacht van de familie Leilasteridae.

## Soorten
- Leilaster radians (Perrier, 1881)
- Leilaster spinulosus Aziz & Jangoux, 1985